# Rugby Americas North
Rugby Americas North (connue sous les noms de North America and West Indies Rugby Association ou NAWIRA jusqu'en 2001, et North America Caribbean Rugby Association ou NACRA jusqu'en 2015) est l'organisme qui gère le rugby à XV en Amérique du Nord et dans les Antilles. Il s'agit d'une des six associations régionales de World Rugby. 
Elle organise la Caribbean Rugby Championship dont le vainqueur en 2013 est l'équipe d'USA South, formation issue de l'United States of America Rugby South Territorial Union (USARS), l'une des 7 Territorial Unions de la Fédération américaine de rugby.

## Histoire
En décembre 2015, la NACRA change de nom et devient Rugby Americas North, en concordance avec le changement d'identité de World Rugby et des autres institutions continentales. Elle portait le nom de NACRA depuis 2001, année où la North America and West Indies Rugby Association a été rebaptisée.

## Membres
12 membres de World Rugby
- Bahamas
- Barbade
- Bermudes
- Canada
- États-Unis
- Guyana
- Îles Caïmans
- Jamaïque
- Mexique
- Saint-Vincent-et-les-Grenadines
- Sainte-Lucie
- Trinité-et-Tobago

1 membre associé de World Rugby
- Îles Vierges britanniques

4 membres associés de Rugby Americas North
- Martinique
- Guadeloupe
- Guyane
- République dominicaine

4 associations reconnues par Rugby Americas North
- Belize
- Cuba
- Curaçao
- Îles Turques-et-Caïques

## Identité visuelle

Évolution du logo
Logo de la NACRA abandonné en 2016.
Logo de RAN depuis 2016.

## Classement masculin World Rugby par nation
Le tableau suivant retrace le classement des sélections de la Confédération nord-américaine depuis 2003 d'après leurs points au classement mondial World Rugby établi en fin d'année civile de coupe du monde.
| Équipe                          | 2003 | 2007 | 2011 | 2015 | 2019 | 2023 |
| ------------------------------- | ---- | ---- | ---- | ---- | ---- | ---- |
| Bahamas                         | 92   | 90   | 84   | 86   | 84   | 102  |
| Barbade                         | 82   | 61   | 75   | 75   | 81   | 83   |
| Bermudes                        | 56   | 66   | 48   | 67   | 69   | 67   |
| Canada                          | 13   | 14   | 13   | 19   | 22   | 21   |
| États-Unis                      | 15   | 19   | 17   | 16   | 17   | 17   |
| Guyana                          | 79   | 72   | 59   | 54   | 58   | 58   |
| Îles Caïmans                    | 61   | 58   | 67   | 61   | 57   | 54   |
| Jamaïque                        | 83   | 76   | 83   | 78   | 68   | 66   |
| Saint-Vincent-et-les-Grenadines | 71   | 74   | 73   | 79   | 79   | 81   |
| Trinité-et-Tobago               | 50   | 57   | 50   | 44   | 50   | 50   |
| Mexique                         | -    | -    | -    | 56   | 43   | 49   |
| Sainte-Lucie                    | 71   | 83   | -    | -    | -    | -    |